# يوهي ساتو
يوهي ساتو (باليابانية: 佐藤 洋平) (22 نوفمبر 1972 في سنداي في اليابان – )؛ هو لاعب كرة قدم ياباني سابق كان يلعب كحارس مرمى.

## وصلات خارجية
- يوهي ساتو على موقع رابطة كرة القدم اليابانية للمحترفين (اليابانية)
- يوهي ساتو على موقع قاعدة بيانات كرة القدم.إي يو (الإنجليزية)
- يوهي ساتو على موقع عالم كرة القدم.نت (الإنجليزية)
- يوهي ساتو على موقع كووورة